# Letícia Spiller
Pour les articles homonymes, voir Spiller.
Letícia Pena Spiller, née le 19 juin 1973 à Rio de Janeiro, est une actrice brésilienne.

## Vie privée
Elle a été mariée à l'acteur Marcello Novaes, avec qui elle a eu un fils nommé Pedro, né en 1996[réf. nécessaire].
Le 20 janvier 2011, l'actrice a donné naissance à une fille Stella, le père étant son petit ami Lucas Loureiro, directeur de la photographie, avec qui elle est en couple depuis juin 2009.